# Липове (Кременчуцький район)
Ли́пове — село в Україні, у Градизькій селищній громаді Кременчуцького району Полтавської області. Населення становить 352 осіб (2011 рік).

## Географія
Розташоване на березі Кременчуцького водосховища за 65 км від міста Глобине та межує з Черкаською областю. Село Липове знаходиться на лівому березі дельти річки Сула в місці впадання її в Кременчуцьке водосховище. Поруч розташовані ландшафтний загальнодержавний заказник «Сулинський» та «Нижньосульський національний природний парк».
Площа населеного пункту — 346 га.

### Клімат
Клімат визначається розташуванням у помірному кліматичному поясі, тип — помірно-континентальний. Середня температура січня — −5,9 °C, липня — + 19, 9 °C, кількість опадів становить 550—525 мм/рік, що випадають переважно влітку у вигляді дощів.
Близько 2/3 кількості днів у році панує континентальний підтип повітряних мас із суходолу Євразії, 1/3 днів — морський підтип повітряних мас із північної та центральної Атлантики та внутрішніх морів — Середземного, Чорного, Азовського.

## Історія

### До заснування та Річ Посполита
Поруч села знаходиться група скіфських курганів, що складається з десятка насипів, які розташовані у північно-східному напрямку і датовані дослідниками VII—III ст. до н. е. В урочищі Горбівка (яке тепер є островом) виявлено поселення доби черняхівської культури III—IV століття. На околицях села знаходиться давньоруський могильник XI—XIII століття. Усі курганні комплекси поруч із селом не є дослідженими археологами, тому наразі потребують археологічних досліджень, позаяк більшість із них перебувають на межі зникнення, у зв'язку з обробленням ґрунтів місцевими фермерами.
Село Липове було засноване в першій половині XVII століття. Перші жителі поселились на березі річки Сули, але згодом були змушені відступити, тому що з берега насувались піски.

### Російська імперія
Липове було вільним до 1710 року, допоки не було надане Петром I у власність чигиринському (1709–1714) та прилуцькому (1714–1739) полковнику Гнату Ґалаґану.
Дарчою грамотою від 14 березня 1714 року «село Липовое ис плотною, что на речке Суле» разом із селянами та землями de jure переходило у власність до полковника Гната Ґалаґана. Ніхто із селян не мав чинити опору «захопленню» села, «а войт тамошний с посполитими людми так в сенокосах, какъ и во инихъ потребахъ належащее отдавали послушаніе».
За результатами перепису 1787 року в селі налічено 724 державних селян, козаків. Власником села був внук Гната Ґалаґана колезький асесор Іван Ґалаґан.

Кременчуцький повіт Полтавської губернії на карті 1821 року

У 1855 році в Липовому розпочато будівництво цегляної Покровської церкви. Меценатом будівництва був знаний громадський діяч Григорій Ґалаґан. Станом на 1902 рік церква налічувала серед прихожан (до приходу входило 2 села: Липове і Крива Руда) 20 привілейованих козаків, 1030 козаків, 2063 селян. Будівлю церкви було закрито для прихожан у 30-х роках XX ст. З усних свічень жителів села відомо, що під час Другої світової війни у напівзруйнованій будівлі Покровської церкви проводилися богослужіння. Після відновлення радянської влади у селі церкву було остаточно закрито, а згодом розібрано. Цеглу було використано у будівництві Кліщенської ГЕС на Сулі.
Рід Ґалаґанів володів селом наступні 140 років, аж до 1861 року.
У 1859 році в Липовому було 380 дворів, населення становило 1964 людини (939 чоловіків та 1025 жінок). Також у цей час у селі було три заводи, а відстань до Кременчука становила 63 версти.
Про господарство села того часу відомо, що станом на 1868 рік на західних околицях села (Бурти) діяло мануфактурне підприємство — винокурня.
Станом на 1892 рік у селі відбувалося три ярмарки (ярмаркова площа тепер частково затоплена водами Кременчуцького водосховища):
- 17—19 січня — Антоніївський
- 21—23 травня — Констянтинівський
- 1—3 жовтня — Покровський[7].

За переписом 1897 року кількість жителів у Липовому становила 2642 жителі (чоловіків — 1314, жінок — 1328).
На початок XX ст. у селі щорічно у день Храму (14 жовтня) на ярмарковій площі (нині ця територія затоплена Кременчуцьким водосховищем) відбувався декількаденний ярмарок.
Станом на 1912 рік в Липовому з 1908 року діяла споживацька спілка.

### Радянська влада
З початком насаджування радянської політики колективізації у Липовому у 1931 році під час спроби насильницького відбирання у селянської родини збіжжя було вбито одного з п'ятдесятитисячників — В. І. Столецького. Згодом на його честь буде названо один із трьох колгоспів села.
До 1941 року на околицях села налічувалося 16 вітрових млинів, із них 12 — на східних околицях, 4 — на південних. До сьогодні жоден із них не зберігся.
За інформацією із Національної книги пам'яті жертв Голодомору 1932—1933 рр. під час Голоду 1932—1933 рр. у селі загинуло три людини.
Під час Другої світової війни загинув 201 житель села.
Село було електрифіковане усередині 50-х років XX ст. Забезпечувала електроенергією село Кліщенська ГЕС на Сулі.
У зв'язку зі створенням Кременчуцького водосховища наприкінці 1950-х років частину жителів села було переселено до інших населених пунктів.

### У незалежній Україні
Зі здобуттям Україною незалежності в 1991 році і до 2016 року у селі залишалися старі радянські назви вулиць, а також пам'ятник Леніну. Навіть станом на 2021 рік у селі є вулиця комуніста В. І. Столецького, який наприкінці 1920-х і на початку 1930-х проводив «розкуркулення» місцевих селян, за що під час намагання відібрати збіжжя в селянської родини був убитим одним із місцевих селян в 1931 році). 16 лютого 2016 році розпорядженням Святилівської сільської ради відповідно до Закону України «Про засудження комуністичного та націонал-соціалістичного (нацистського) тоталітарних режимів в Україні та заборону пропаганди їхньої символіки» було перейменовано низку вулиць Липового:
- вулиця Леніна → вулиця Лесі Українки
- вулиця Чапаєва → вулиця Михайла Старицького
- вулиця Радянська → вулиця Київська
- вулиця Червоноармійська → вулиця Миру
- вулиця Карла Маркса → вулиця Сонячна
- вулиця Свердлова → вулиця Сулинська[12].

Протягом 2016 року в селі було проведено ремонтні роботи з монтування вуличного освітлення, відтоді більшость вулиць села мають регулярне вуличне освітлення.
Станом на 16 липня 2021 року від початку пандемії Covid-19 у селі не було зареєстровано жодного випадку захворювання. З початку літа 2021 року в селі розпочалися роботи з добровільної імунізації населення від Covid-19.

## Історія адміністративно-територіального поділу
Після ліквідування Лубенського полку в 1781 році (входило до Чигирин-Дібровської сотні) село ввійшло у складу Градизького повіту. З 1796 по 1923 рік Липове у складі Святилівської волості Кременчуцького повіту.
Від 1923 року село стає центром сільської ради у складі Горбівського району Кременчуцького округу.
Станом на 1 жовтня 1928 року Липове — центр сільради у складі Жовнинського району.
Липове було центром сільської ради до 13 жовтня 1970 р.
Від 25 жовтня 2020 році село Липове в складі Святилівського старостату Градизької об'єднаної територіальної громади Кременчуцького району. Староста — Вакуленко Володимир Олександрович.

## Населення
Населення села станом на 1 січня 2011 року складає — 352 людини у 273 дворах.
За результатами перепису 2001 року, серед населення села переважають українці (94,2 %, 545 осіб), також у Липовому проживають росіяни (4,3 %, 25 особи), білоруси (0,6 %, 4 особи) і вірмени (0,6 %, 4 особи). Рідною мовою 94,29 % (545) жителів села вважають українську.
За даними опису Генерального слідства про маєтності Лубенського полку, станом на 1726 рік у Липовому налічувалося 128 дворів, а у 1729—1731 рр. — 123 двори.
Протягом історії кількість населення села змінювалася:
- 1859 — 1964 осіб
- 1897 — 2642 осіб
- 1965 — 1057 осіб
- 1989 — 641 особа
- 2001 — 578 осіб
- 2011 — 352 осіб

### Мова
Розподіл населення за рідною мовою за даними перепису 2001 року:
| Мова       | Кількість | Відсоток |
| ---------- | --------- | -------- |
| українська | 545       | 94.29%   |
| російська  | 25        | 4.33%    |
| білоруська | 4         | 0.69%    |
| вірменська | 4         | 0.69%    |
| Усього     | 578       | 100%     |

## Інфраструктура
На території села Липове діють
- Фельдшерсько-акушерський пункт (вул. Лесі Українки, 4)
- Сільський клуб
- Бібліотека, яка має декількатисячне книжкове зібрання (найдавніші книги — 1950-х, найновіші — 2010-х). Зокрема, книгозбірня містить зібрання світової класики — Антона Чехова, Івана Буніна, Володимира Набокова, Михайла Булгакова, Оноре де Бальзака, Віктора Гюго та ін. Має також колекцію книг з краєзнавства. Також у бібліотеці є книги, присвячені найтяжчим сторінкам історії України XX ст. — геноциду українського народу 1932—1933 рр. та сталінським репресіям. Найповніше в бібліотеці представлена українська класика — Григорій Сковорода, Іван Котляревський, Тарас Шевченко, Микола Гоголь, Марко Вовчок, Панас Мирний, Леся Українка, Іван Франко, Володимир Винниченко, Олександр Довженко, Іван Драч, Микола Вінграновський та ін. Сучасна українська література представлена в бібліотеці книгами Оксани Забужко, Наталки Сняданко та Юрія Винничука.
- Поштове відділення «Укрпошти»
- 3 магазини
- 2 кафе
- 3 туристичні бази
- На східній околиці села розміщується автозаправка «Укрнафти», збудована на межі XX та XXI століть.

До початку 2000-х років в селі працював водогін. До весни 2010 року працювала Липівська ЗОШ I—II ступенів.
Село газифіковане з 2009 року.

## Пам'ятки
На початку XX століття в селі розміщувався гостьовий будинок Ґалаґанів, який згодом згорів. Український мистецтвознавець Вадим Щербаківський включив знімку будинку з колекції Костя Мощенка до альбому «Українське мистецтво» (1913).
У 1958 році на території Липового встановлено меморіальний комплекс «Воїнам-землякам, що загинули в період Великої Вітчизняної Війни 1941—1945 рр.» (автори — київські скульптори О. Супрун, А. Білостоцький).
У 2016 році в селі встановлено пам'ятник Тарасу Шевченку (Липове). Погруддя поета встановлено на місці погруддя Володимира Леніна, яке було демонтовано у рамках декомунізації.
Задля збереження та популяризації історії Липового у червні 2020 року створено «Віртуальний музей історії Липового».
Instagram-сторінка Музею ведеться українською та англійською мовами: htps://www.instagram.com/lypove.museum/.

## Транспорт
Через село проходить траса Н08 Бориспіль — Кременчук — Дніпро — Запоріжжя. За два кілометри від села через Сулинську затоку Кременчуцького водосховища пролягає міст, збудований тут в 1962 році. Станом на 2021 рік цей міст перебуває на реконструкції, відтак рух через нього тимчасово припинено.

## Відомі люди
У різні часи село відвідували українські письменники, вчені. Зокрема, тут були: український драматург і прозаїк Михайло Старицький, автор багатьох розвідок з української літератури і громадський діяч Іван Стешенко.

Наприкінці липня 1911 року тут був український піаніст і композитор Микола Лисенко. Ось так він описав свої враження у листі до дочки:
Їздив у Жовнин, у Гриньки, де я родивсь, де поховані тьотя, брат Вітя. Був у Липовому, Кліщинцях. Все повмирало… Все поросло травою «забвєнія».
У 1990-х роках у селі проживав перший міністр освіти та науки України, академік і директор Інституту педагогічної освіти і освіти дорослих Національної академії педагогічних наук України, доктор філософських наук, професор Іван Зязюн.
У селі народилася українська письменниця, есеїстка — Аліна Конотоп.